# Réserve naturelle nationale de la mare de Vauville
La réserve naturelle nationale de la mare de Vauville (RNN30) est une réserve naturelle nationale située en Normandie. Classée en 1976, elle occupe une surface de 60 hectares et protège une grande mare de 2 km de long séparée de la mer par une étroit cordon dunaire.

## Localisation

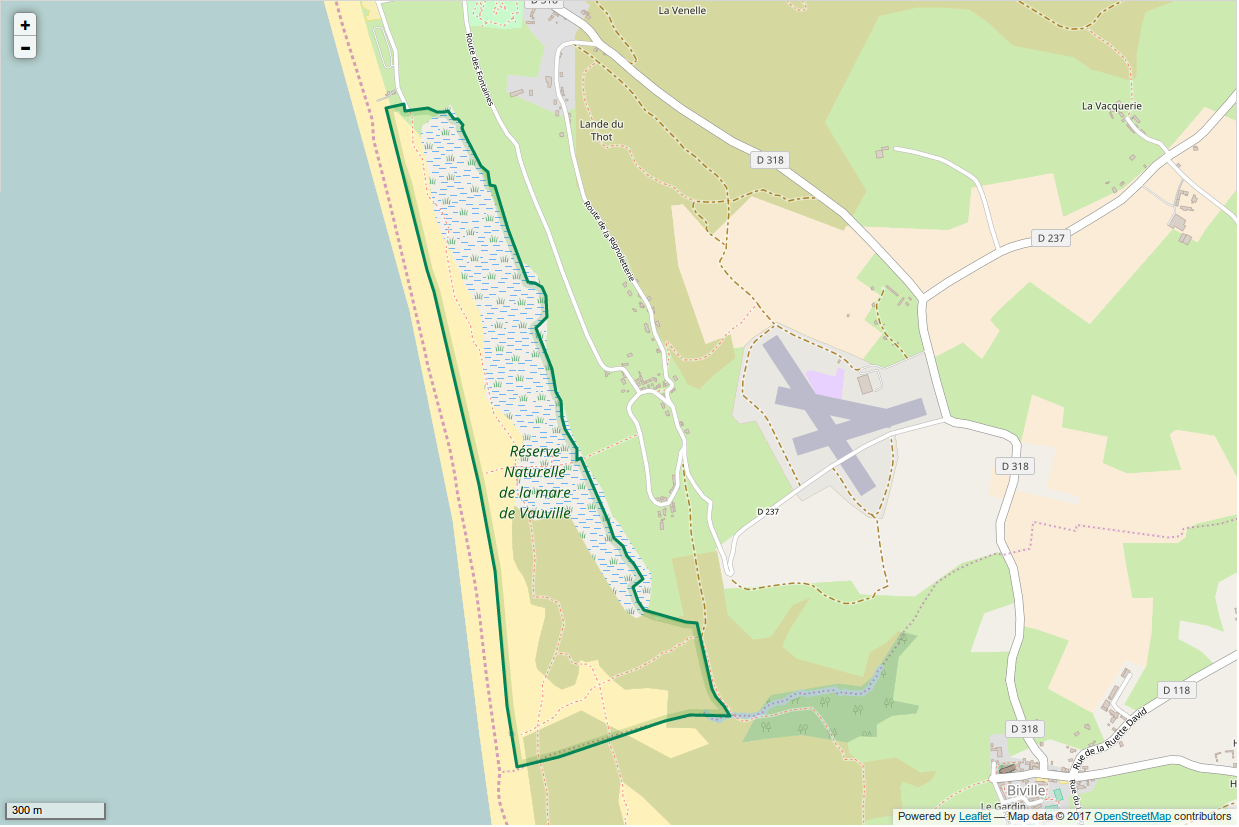
Périmètre de la réserve naturelle.

Le territoire de la réserve naturelle est dans le département de la Manche, sur la commune de Vauville sur la cote ouest du Cotentin. Il est constitué par une mare de 2 000 m de long sur 500 m de large pour une surface de 60 hectares en bordure directe du littoral.

## Histoire du site et de la réserve

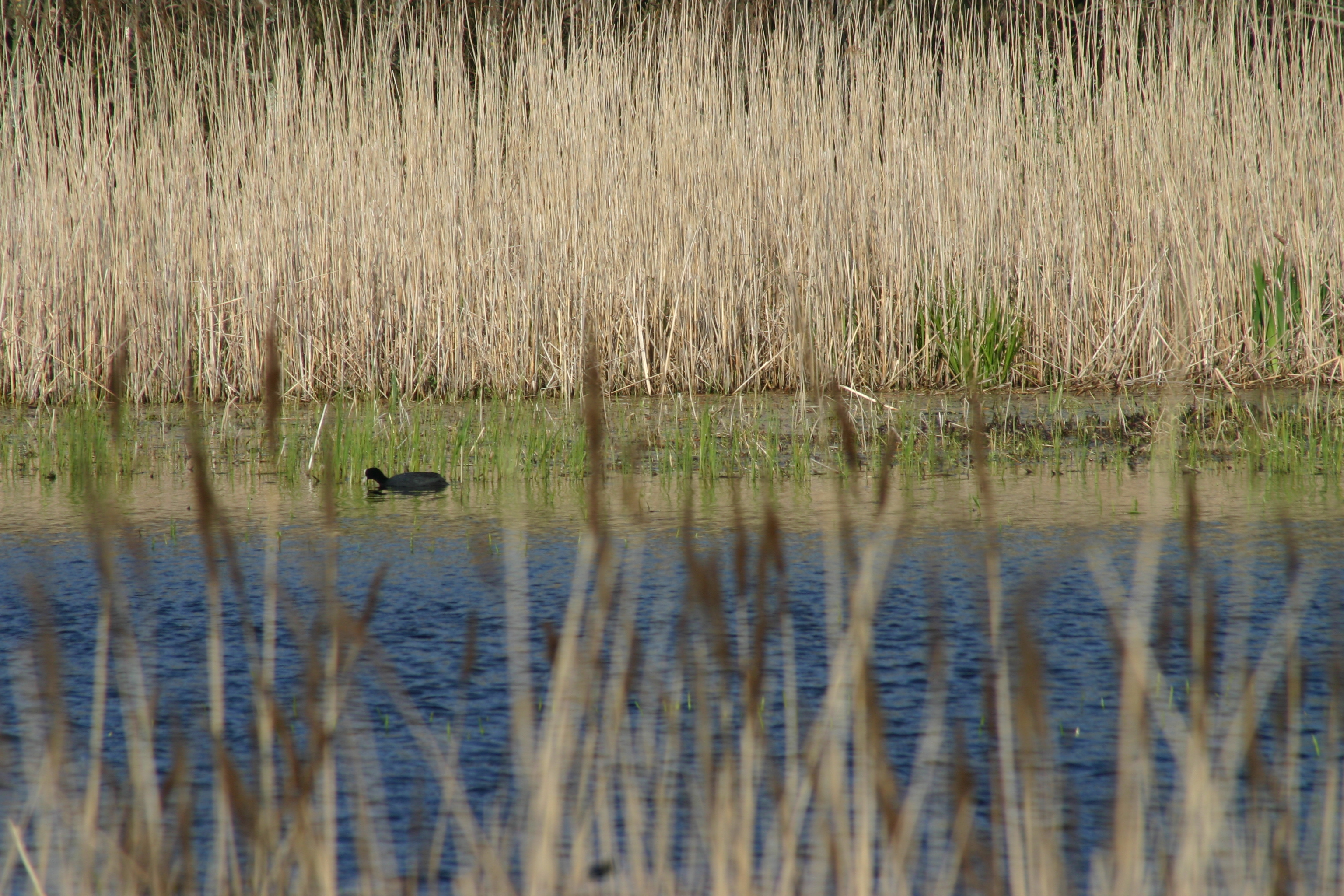
Roselière dans la réserve naturelle.

C'est au cours de la dernière remontée des niveaux marins, à la fin de la dernière période glaciaire, il y a environ 10000 ans, que les dunes ont été créées. Façonnées par le vent, elles ont progressivement isolé la mare de Vauville de la mer.
Une étude menée entre 2006 et 2010 par le laboratoire GÉographie, PHysique et ENvironnement (GÉOPHEN) de l'Université de Caen en Basse-Normandie, a permis de mieux comprendre comment s'est formé et a évolué ce milieu naturel. Cette étude a permis de mettre en évidence l'existence de la mare depuis au moins 6000 ans. Durant les 3000 premières années de son existence, ce marais a été soumis à de nombreuses intrusions marines. Cependant, depuis environ 3000 ans, la mare uniquement constituée d'eau douce reste protégée des assauts de la mer par un fin et fragile cordon dunaire.

## Écologie (biodiversité, intérêt écopaysager…)

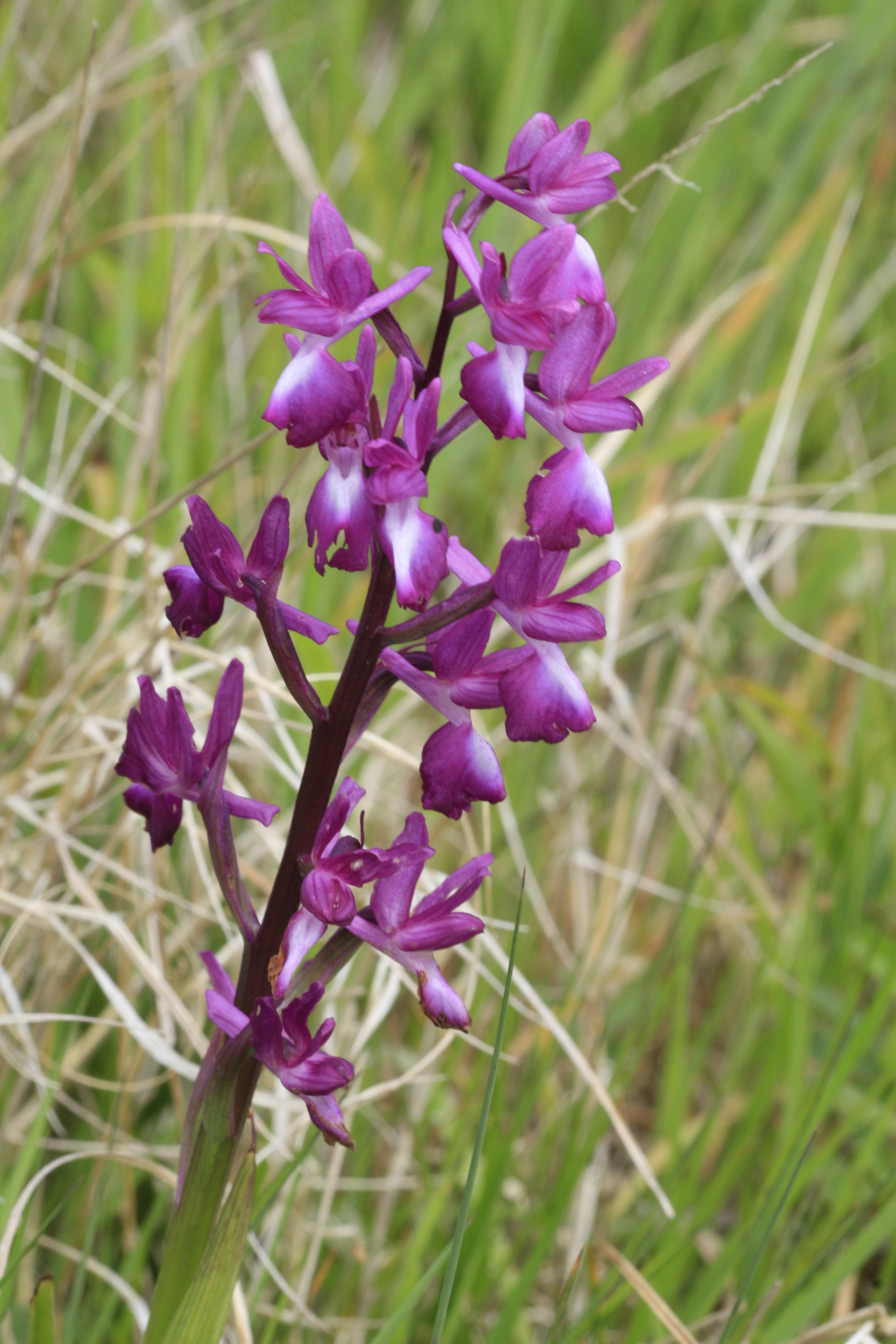
Orchis à fleurs lâches.

Le site est entouré par les massifs granitiques de Flamanville et du Nez de Jobourg. Le substrat de grès est recouvert par des dunes littorales (pouvant atteindre 80 mètres à Biville). Ces dunes ont bloqué l'eau douce, formant un plan d'eau d'environ 60 hectares. Le niveau de l'eau est variable en fonction des saisons et de la pluviométrie. 

### Flore
La végétation, typique des dunes, est étagée du haut de la plage jusqu'à la mare : 
- en haut de la plage, au pied de la dune, dans la zone non atteinte par la mer, on trouve des espèces aux feuilles charnues qui résistent à la sècheresse et aux embruns salés : l'Atriplex, le Cakile maritime.

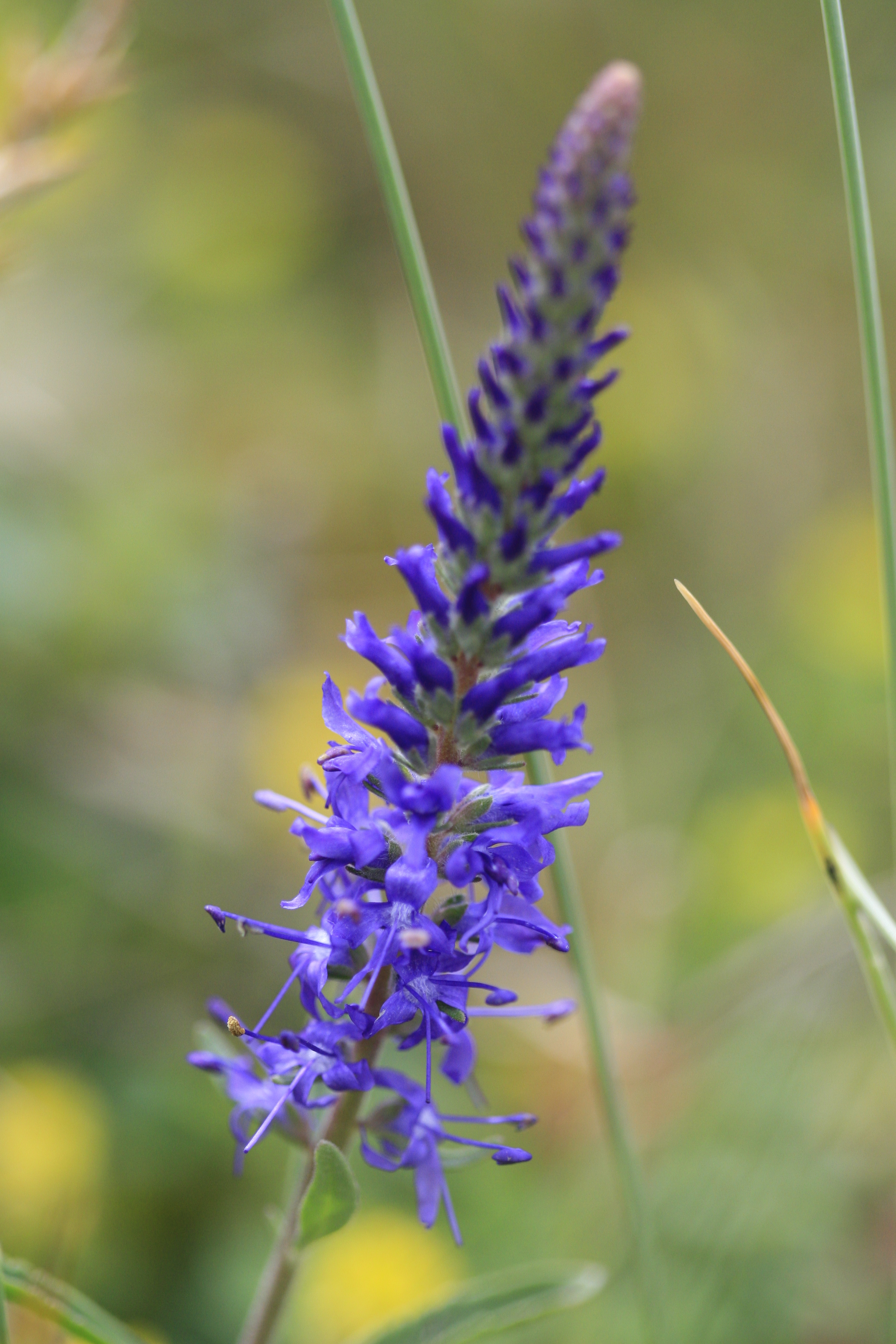
Véronique en épi.

- sur la dune exposée au vent, poussent les Oyats aux longues racines qui fixent le sable. Les feuilles sont dures, enroulées sur elles-mêmes pour éviter l'évaporation de l'eau.
- un peu plus bas, on rencontre différentes associations végétales : Euphorbe maritime, Gaillet jaune, Liseron des dunes, Panicaut maritime, Armérie maritime, Véronique en épi, Rosier pimprenelle.
- au bord de l'eau, le Saule nain et l'Iris jaune.
- enfin dans l'eau de la mare, le jonc, la massette et le phragmite.

### Faune

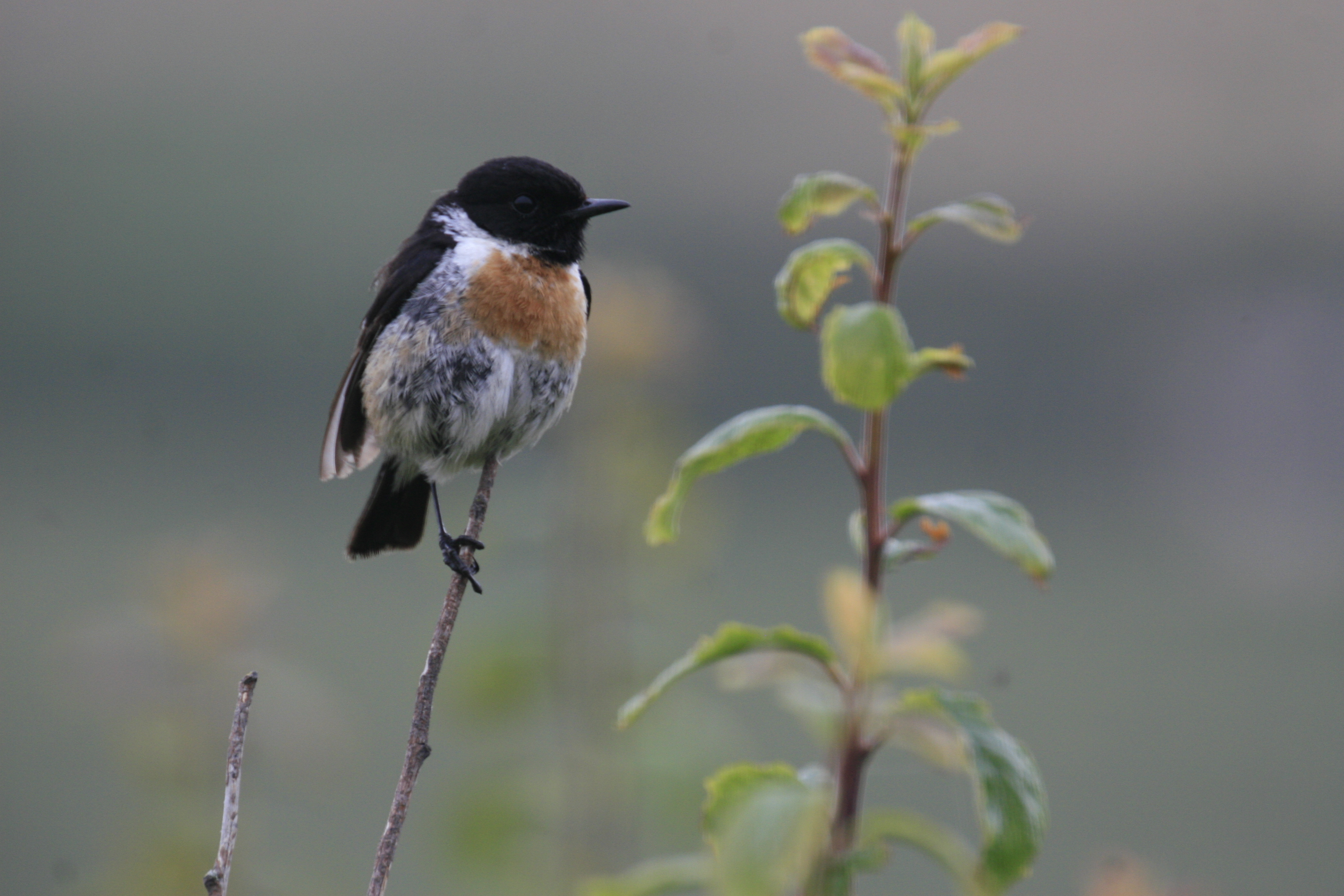
Tarier pâtre.

Cette surface d'eau libre attire de nombreux oiseaux comme le Canard colvert, le Fuligule morillon, le milouin, le Canard souchet, le Grèbe castagneux, la Poule d'eau, la Foulque macroule. En hiver, de nombreux migrateurs arrivent d'Europe du nord et y font escale, telles la Sarcelle d'hiver, la Bécassine des marais, le Vanneau huppé ou le butor étoilé. 
On peut y rencontrer environ 500 espèces d'insectes : libellules, papillons, insectes aquatiques ainsi que des amphibiens comme la rainette et le Triton crêté.

## Intérêt touristique et pédagogique

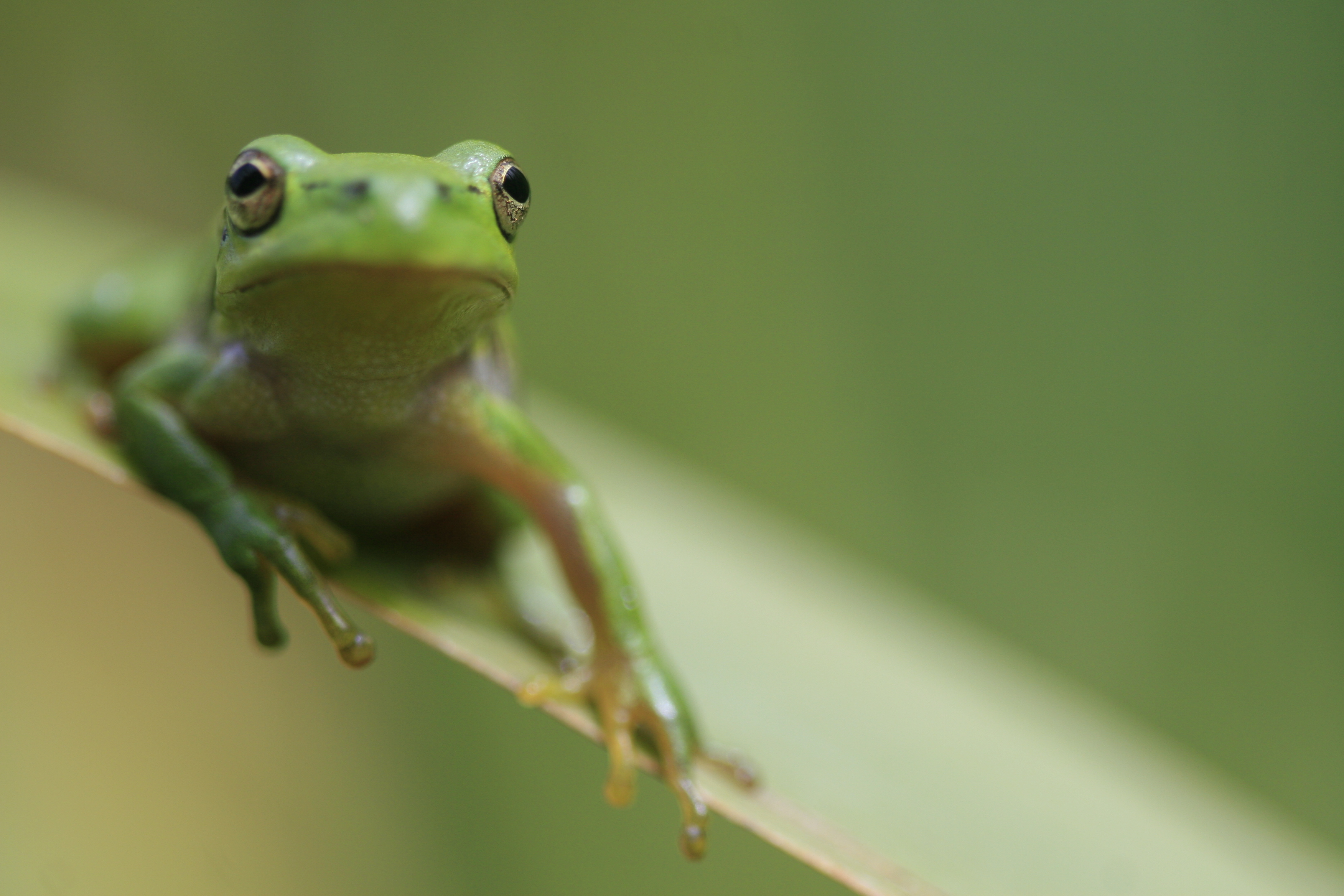
Rainette verte.

Des sentiers permettent de parcourir la réserve naturelle sans perburber la faune.
Un observatoire ornithologique est également proposé en accès libre.

## Administration, plan de gestion, règlement
La réserve naturelle est gérée depuis 1983 par le Groupe ornithologique normand (GONm).

### Outils et statut juridique
La réserve naturelle a été créée par un arrêté ministériel du 6 mai 1976. Le décret no 2002-321 du 27 février 2002 a remplacé l'arrêté initial.

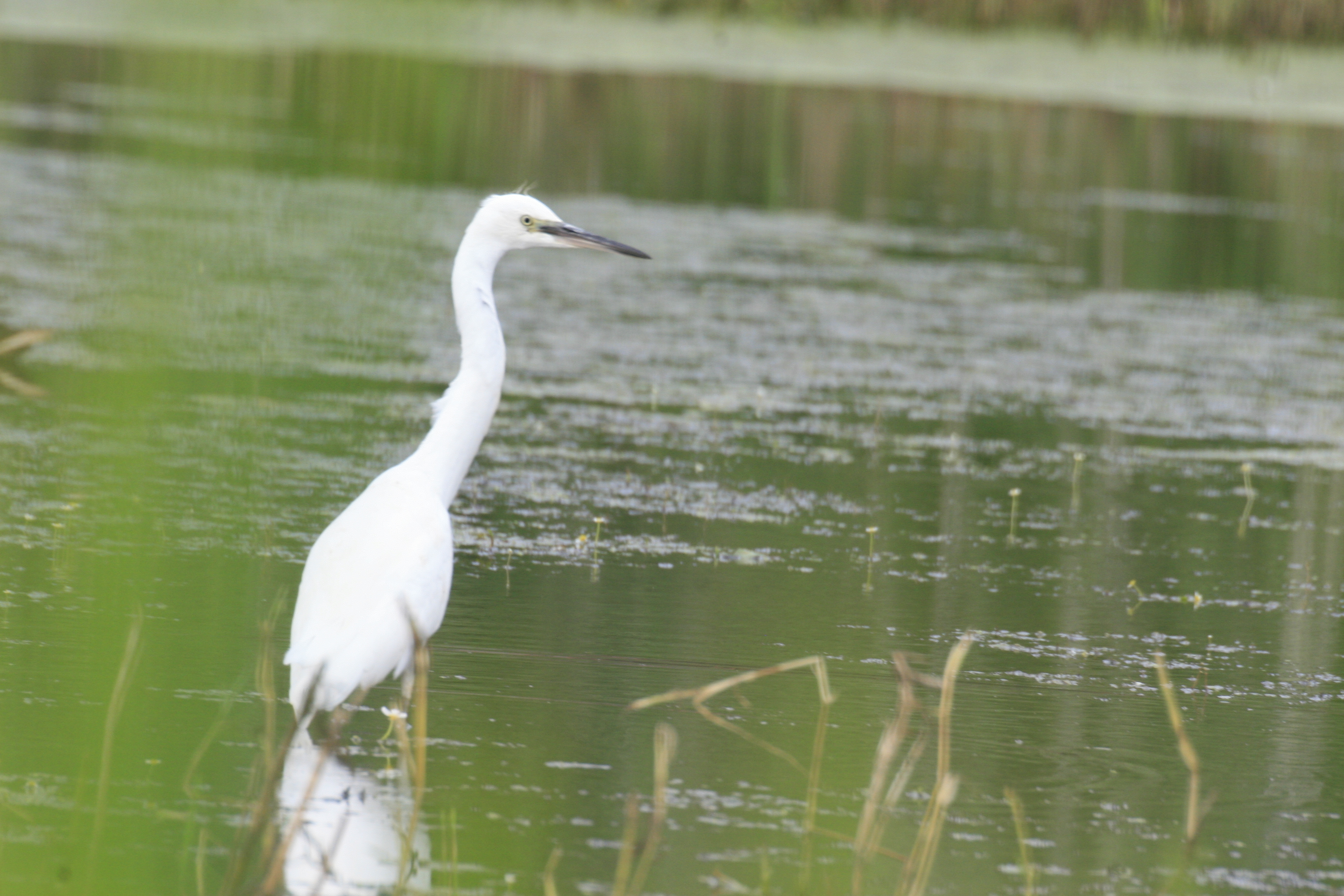
Aigrette garzette.
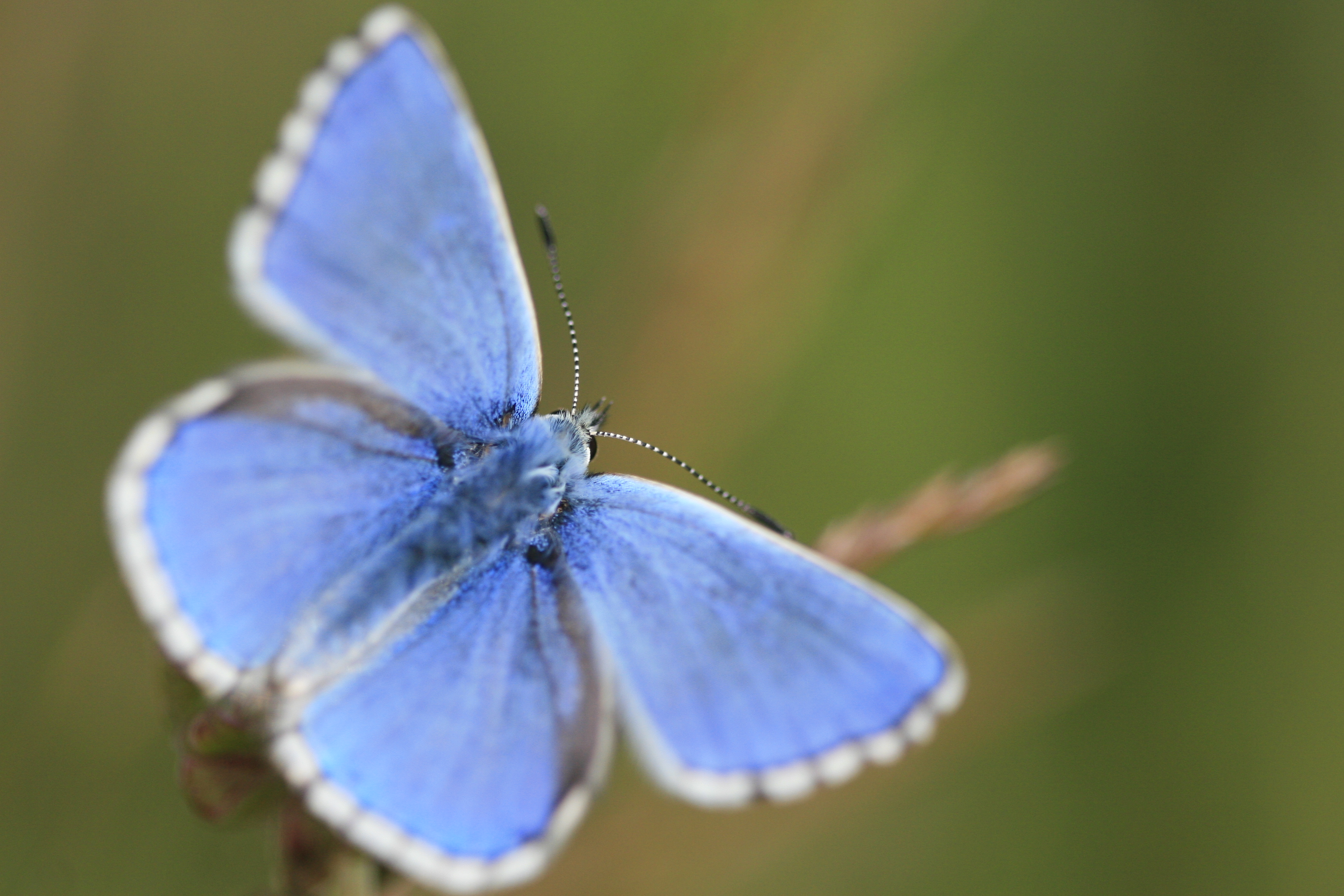
Argus bleu céleste.
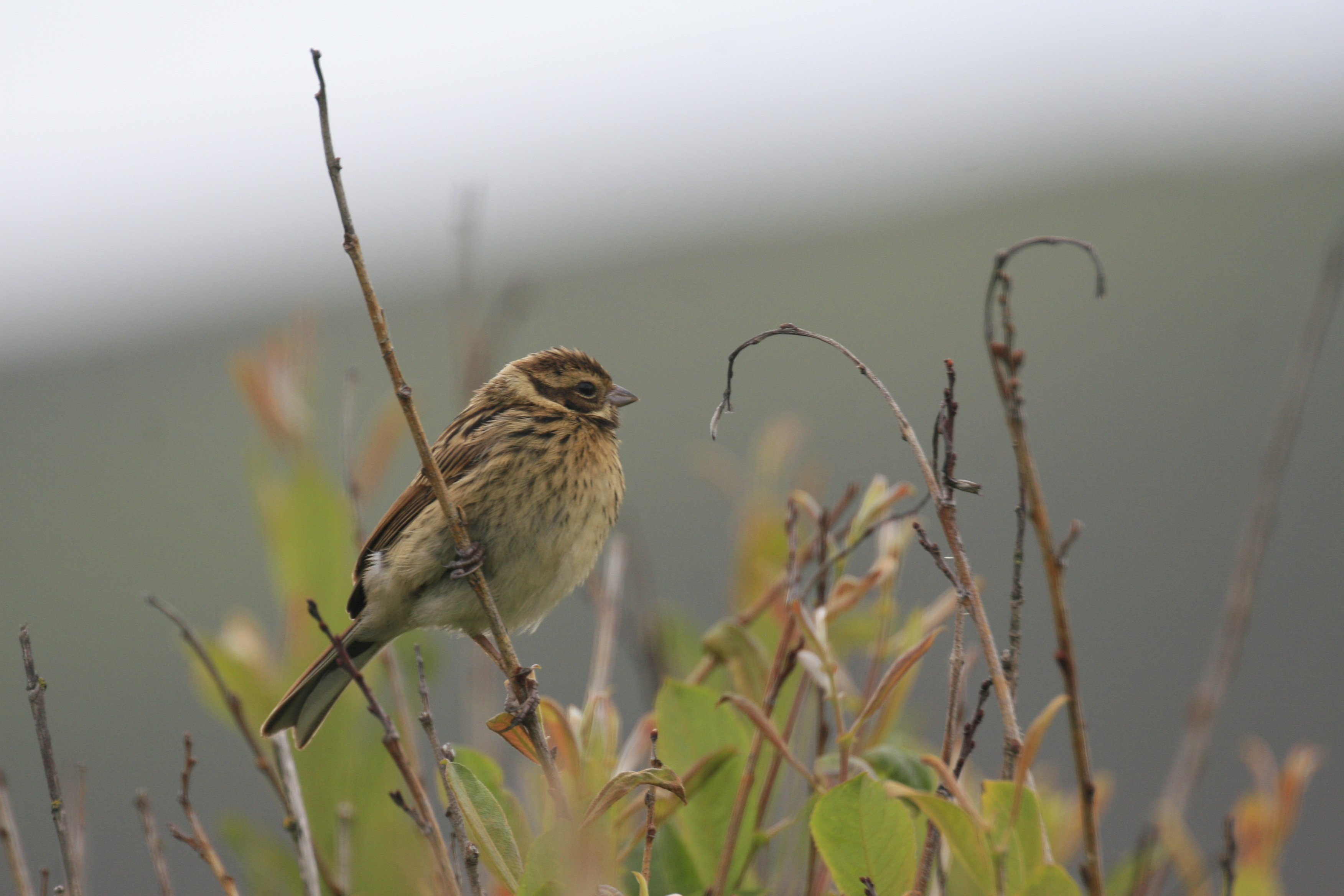
Bruant des roseaux.
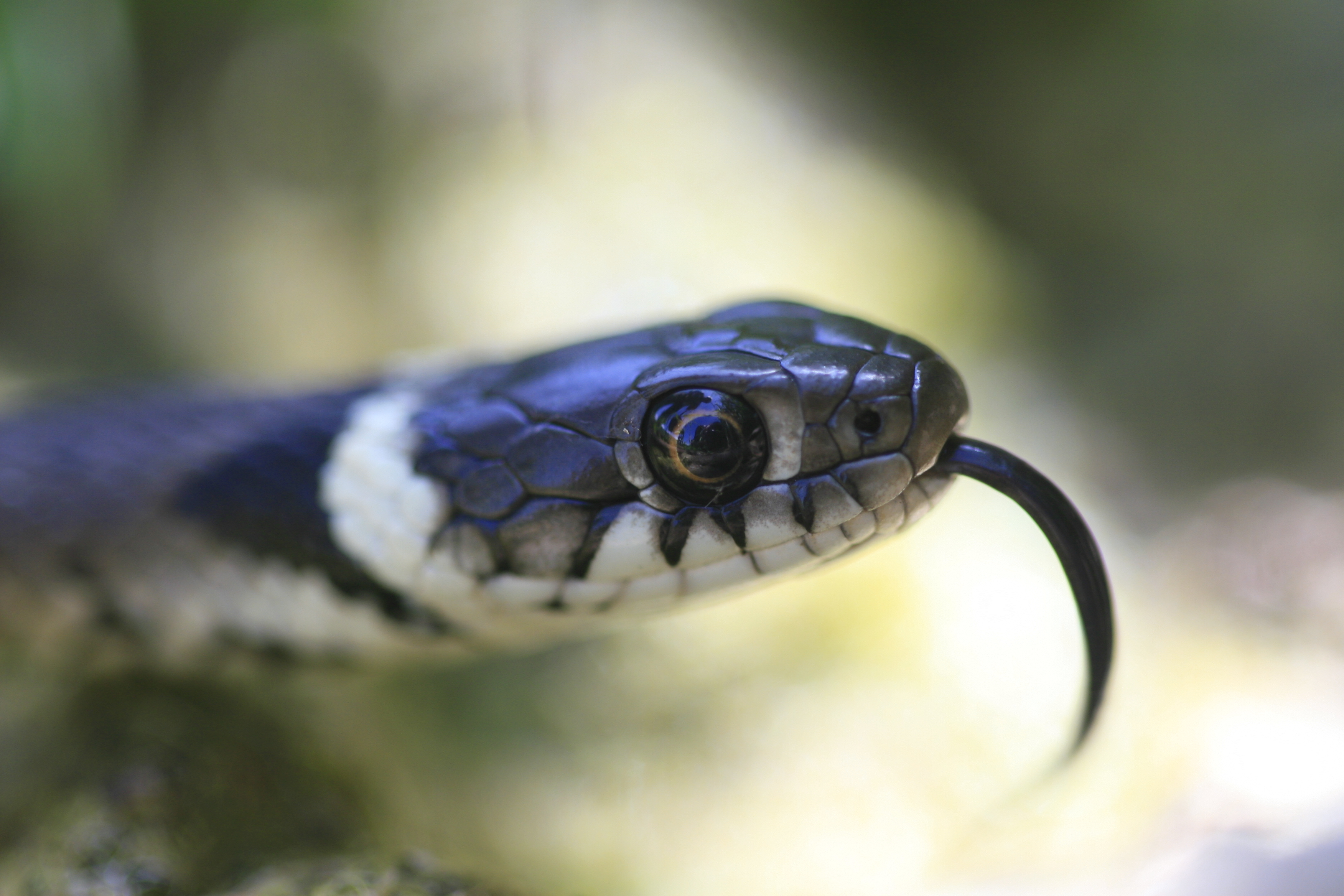
Couleuvre à collier.
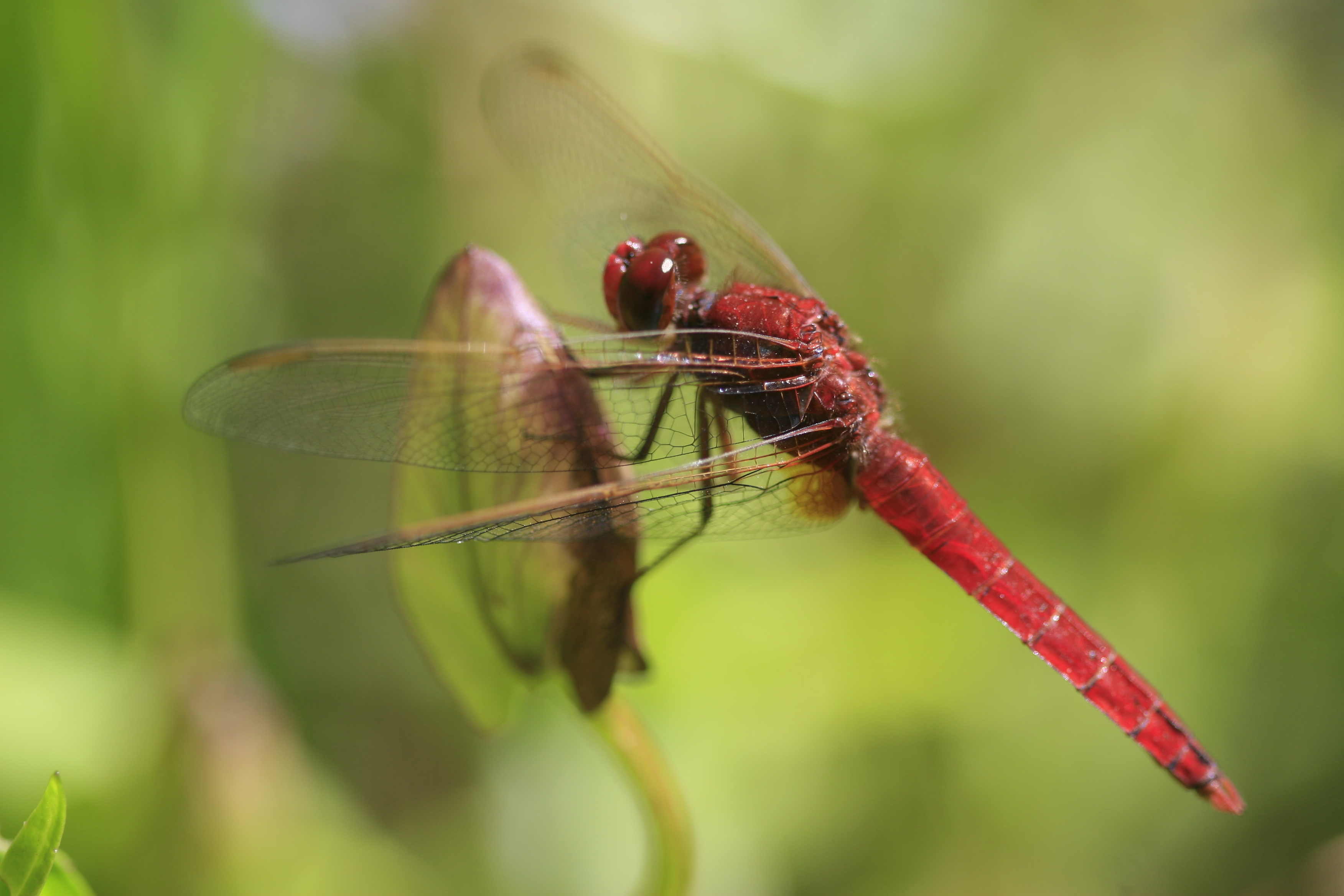
Libellule écarlate.
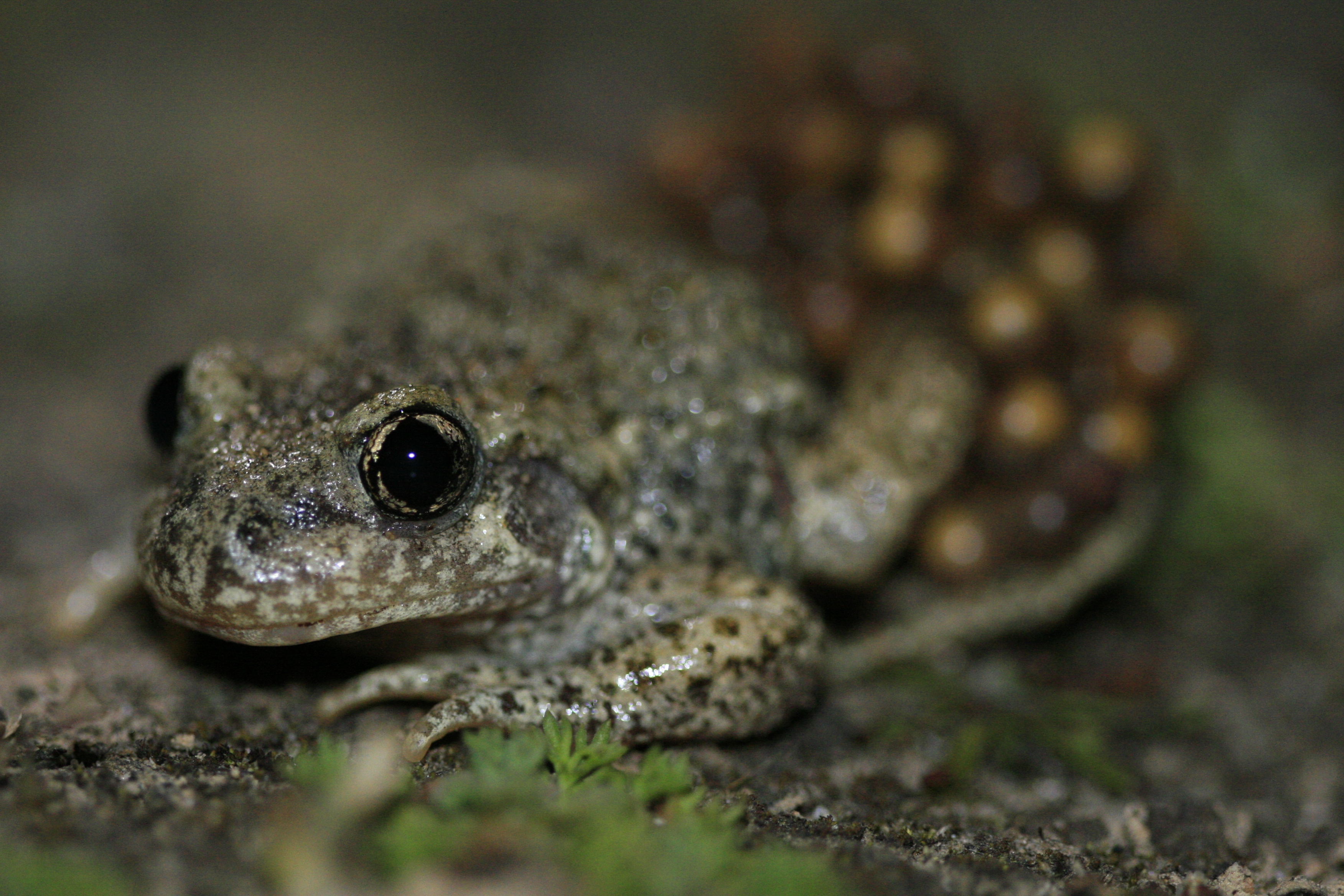
Alyte accoucheur.
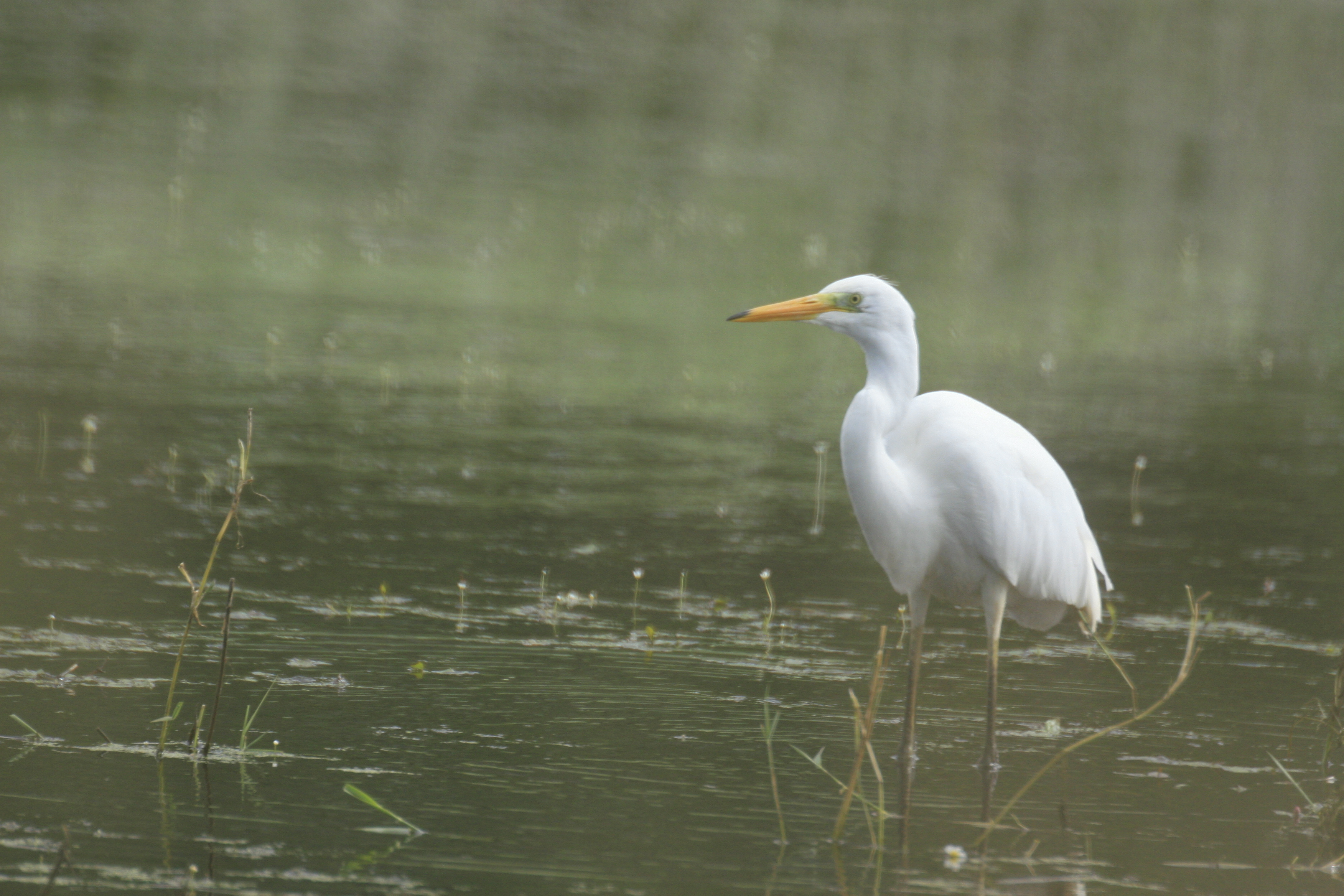
Grande aigrette.
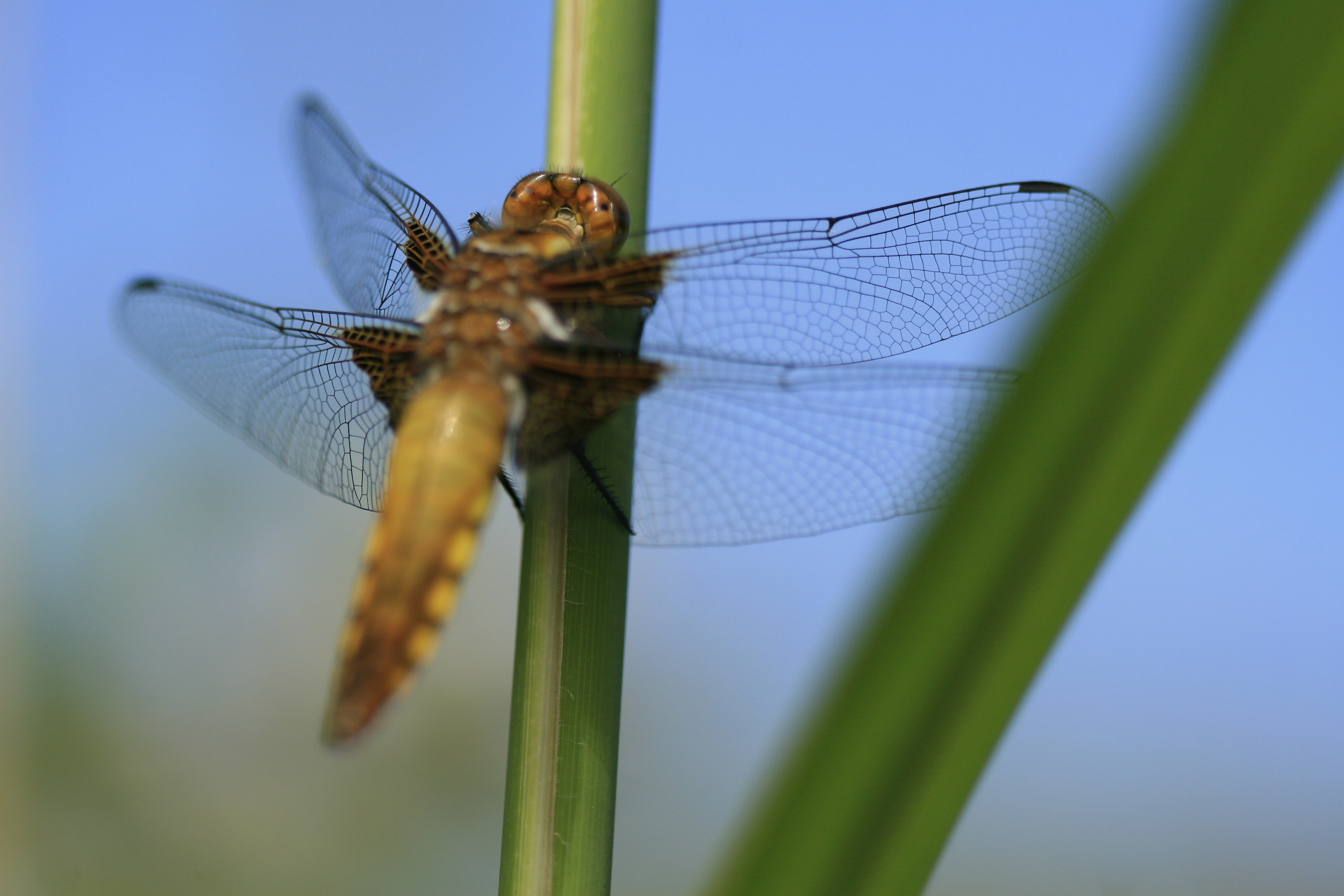
Libellule déprimée.